# Tour of Norway 2021
Tour of Norway 2021 – 10. edycja wyścigu kolarskiego Tour of Norway, która odbyła się w dniach od 19 do 22 sierpnia 2021 na liczącej ponad 634 kilometry trasie składającej się z 4 etapów i biegnącej z Egersund do Stavanger. Impreza kategorii 2.Pro była częścią UCI ProSeries 2021.

## Etapy
| Etap | Data   | Start – Meta          | type     | Dystans (km) | Zwycięzca etapu | Lider        |
| ---- | ------ | --------------------- | -------- | ------------ | --------------- | ------------ |
| 1    | 19 sie | Egersund – Sokndal    | górzysty | 153,08       | Ethan Hayter    | Ethan Hayter |
| 2    | 20 sie | Sirdal – Fidjeland    | płaski   | 164,03       | Ethan Hayter    | Ethan Hayter |
| 3    | 21 sie | Jørpeland – Jørpeland | górzysty | 147,14       | Mads Pedersen   | Ethan Hayter |
| 4    | 22 sie | Stavanger – Stavanger | płaski   | 170,63       | Matthew Walls   | Ethan Hayter |

## Drużyny
| WorldTeams (7)- Bora-Hansgrohe - Ineos Grenadiers - Jumbo-Visma - Lotto Soudal - Team DSM - Trek-Segafredo - UAE Team Emirates ProTeams (2)- Sport Vlaanderen-Baloise - Uno-X Pro Cycling Team Continental teams (10)- À Bloc CT - BHS-PL Beton Bornholm - Black Spoke - ColoQuick - Coop - EvoPro Racing - Global 6 Cycling - Ribble Weldtite Pro Cycling - Riwal - Nippo-Provence-PTS Conti |
| |

## Wyniki etapów

### Etap 1
| Egersund - Sokndal | górzysty | (153,08 km) |

| \| Klasyfikacja etapu \| Klasyfikacja etapu \| Klasyfikacja etapu \| Klasyfikacja etapu \| Klasyfikacja etapu \| \| Kolarz \| Kolarz \| Państwo \| Drużyna \| Czas \| \| ------------------ \| ------------------ \| ------------------ \| --------------------------- \| ------------------ \| \| 1. \| Ethan Hayter \| Wielka Brytania \| Ineos Grenadiers \| 3h 44' 30" \| \| 2. \| Ide Schelling \| Holandia \| Bora-Hansgrohe \| + 1" \| \| 3. \| Torstein Træen \| Norwegia \| Uno-X Pro Cycling Team \| + 11" \| \| 4. \| Mattias Skjelmose \| Dania \| Trek-Segafredo \| + 13" \| \| 5. \| James Shaw \| Wielka Brytania \| Ribble Weldtite Pro Cycling \| + 13" \| \| 6. \| Filippo Ganna \| Włochy \| Ineos Grenadiers \| + 13" \| \| 7. \| Mike Teunissen \| Holandia \| Jumbo-Visma \| + 13" \| \| 8. \| Kristian Aasvold \| Norwegia \| Team Coop \| + 13" \| \| 9. \| Markus Hoelgaard \| Norwegia \| Uno-X Pro Cycling Team \| + 13" \| \| 10. \| Lucas Eriksson \| Szwecja \| Riwal Cycling Team \| + 13" \| |                   |                 |                             |            |
| |                   |                 |                             |            |
| Źródło: ProCyclingStats |                   |                 |                             |            |
| Klasyfikacja etapu |                   |                 |                             |            |
| Kolarz | Kolarz            | Państwo         | Drużyna                     | Czas       |
| 1. | Ethan Hayter      | Wielka Brytania | Ineos Grenadiers            | 3h 44' 30" |
| 2. | Ide Schelling     | Holandia        | Bora-Hansgrohe              | + 1"       |
| 3. | Torstein Træen    | Norwegia        | Uno-X Pro Cycling Team      | + 11"      |
| 4. | Mattias Skjelmose | Dania           | Trek-Segafredo              | + 13"      |
| 5. | James Shaw        | Wielka Brytania | Ribble Weldtite Pro Cycling | + 13"      |
| 6. | Filippo Ganna     | Włochy          | Ineos Grenadiers            | + 13"      |
| 7. | Mike Teunissen    | Holandia        | Jumbo-Visma                 | + 13"      |
| 8. | Kristian Aasvold  | Norwegia        | Team Coop                   | + 13"      |
| 9. | Markus Hoelgaard  | Norwegia        | Uno-X Pro Cycling Team      | + 13"      |
| 10. | Lucas Eriksson    | Szwecja         | Riwal Cycling Team          | + 13"      |

| \| Klasyfikacja generalna \| Klasyfikacja generalna \| Klasyfikacja generalna \| Klasyfikacja generalna \| Klasyfikacja generalna \| \| Kolarz \| Kolarz \| Państwo \| Drużyna \| Czas \| \| ---------------------- \| ---------------------- \| ---------------------- \| --------------------------- \| ---------------------- \| \| 1. \| Ethan Hayter \| Wielka Brytania \| Ineos Grenadiers \| 3h 44' 20" \| \| 2. \| Ide Schelling \| Holandia \| Bora-Hansgrohe \| + 5" \| \| 3. \| Torstein Træen \| Norwegia \| Uno-X Pro Cycling Team \| + 17" \| \| 4. \| Mattias Skjelmose \| Dania \| Trek-Segafredo \| + 23" \| \| 5. \| James Shaw \| Wielka Brytania \| Ribble Weldtite Pro Cycling \| + 23" \| \| 6. \| Filippo Ganna \| Włochy \| Ineos Grenadiers \| + 23" \| \| 7. \| Mike Teunissen \| Holandia \| Jumbo-Visma \| + 23" \| \| 8. \| Kristian Aasvold \| Norwegia \| Team Coop \| + 23" \| \| 9. \| Markus Hoelgaard \| Norwegia \| Uno-X Pro Cycling Team \| + 23" \| \| 10. \| Lucas Eriksson \| Szwecja \| Riwal Cycling Team \| + 23" \| |                   |                 |                             |            |
| |                   |                 |                             |            |
| Źródło: ProCyclingStats |                   |                 |                             |            |
| Klasyfikacja generalna |                   |                 |                             |            |
| Kolarz | Kolarz            | Państwo         | Drużyna                     | Czas       |
| 1. | Ethan Hayter      | Wielka Brytania | Ineos Grenadiers            | 3h 44' 20" |
| 2. | Ide Schelling     | Holandia        | Bora-Hansgrohe              | + 5"       |
| 3. | Torstein Træen    | Norwegia        | Uno-X Pro Cycling Team      | + 17"      |
| 4. | Mattias Skjelmose | Dania           | Trek-Segafredo              | + 23"      |
| 5. | James Shaw        | Wielka Brytania | Ribble Weldtite Pro Cycling | + 23"      |
| 6. | Filippo Ganna     | Włochy          | Ineos Grenadiers            | + 23"      |
| 7. | Mike Teunissen    | Holandia        | Jumbo-Visma                 | + 23"      |
| 8. | Kristian Aasvold  | Norwegia        | Team Coop                   | + 23"      |
| 9. | Markus Hoelgaard  | Norwegia        | Uno-X Pro Cycling Team      | + 23"      |
| 10. | Lucas Eriksson    | Szwecja         | Riwal Cycling Team          | + 23"      |

### Etap 2
| Sirdal - Fidjeland | płaski | (164,03 km) |

| \| Klasyfikacja etapu \| Klasyfikacja etapu \| Klasyfikacja etapu \| Klasyfikacja etapu \| Klasyfikacja etapu \| \| Kolarz \| Kolarz \| Państwo \| Drużyna \| Czas \| \| ------------------ \| ------------------ \| ------------------ \| --------------------------- \| ------------------ \| \| 1. \| Ethan Hayter \| Wielka Brytania \| Ineos Grenadiers \| 4h 16' 32" \| \| 2. \| Tosh Van der Sande \| Belgia \| Lotto-Soudal \| + 0" \| \| 3. \| Mike Teunissen \| Holandia \| Jumbo-Visma \| + 0" \| \| 4. \| Ide Schelling \| Holandia \| Bora-Hansgrohe \| + 0" \| \| 5. \| Sven Erik Bystrøm \| Norwegia \| UAE Team Emirates \| + 0" \| \| 6. \| Kristian Aasvold \| Norwegia \| Team Coop \| + 0" \| \| 7. \| James Shaw \| Wielka Brytania \| Ribble Weldtite Pro Cycling \| + 0" \| \| 8. \| Markus Hoelgaard \| Norwegia \| Uno-X Pro Cycling Team \| + 0" \| \| 9. \| Lucas Eriksson \| Szwecja \| Riwal Cycling Team \| + 0" \| \| 10. \| Nick van der Lijke \| Holandia \| Riwal Cycling Team \| + 0" \| |                    |                 |                             |            |
| |                    |                 |                             |            |
| Źródło: ProCyclingStats |                    |                 |                             |            |
| Klasyfikacja etapu |                    |                 |                             |            |
| Kolarz | Kolarz             | Państwo         | Drużyna                     | Czas       |
| 1. | Ethan Hayter       | Wielka Brytania | Ineos Grenadiers            | 4h 16' 32" |
| 2. | Tosh Van der Sande | Belgia          | Lotto-Soudal                | + 0"       |
| 3. | Mike Teunissen     | Holandia        | Jumbo-Visma                 | + 0"       |
| 4. | Ide Schelling      | Holandia        | Bora-Hansgrohe              | + 0"       |
| 5. | Sven Erik Bystrøm  | Norwegia        | UAE Team Emirates           | + 0"       |
| 6. | Kristian Aasvold   | Norwegia        | Team Coop                   | + 0"       |
| 7. | James Shaw         | Wielka Brytania | Ribble Weldtite Pro Cycling | + 0"       |
| 8. | Markus Hoelgaard   | Norwegia        | Uno-X Pro Cycling Team      | + 0"       |
| 9. | Lucas Eriksson     | Szwecja         | Riwal Cycling Team          | + 0"       |
| 10. | Nick van der Lijke | Holandia        | Riwal Cycling Team          | + 0"       |

| \| Klasyfikacja generalna \| Klasyfikacja generalna \| Klasyfikacja generalna \| Klasyfikacja generalna \| Klasyfikacja generalna \| \| Kolarz \| Kolarz \| Państwo \| Drużyna \| Czas \| \| ---------------------- \| ---------------------- \| ---------------------- \| --------------------------- \| ---------------------- \| \| 1. \| Ethan Hayter \| Wielka Brytania \| Ineos Grenadiers \| 8h 00' 42" \| \| 2. \| Ide Schelling \| Holandia \| Bora-Hansgrohe \| + 15" \| \| 3. \| Mike Teunissen \| Holandia \| Jumbo-Visma \| + 29" \| \| 4. \| James Shaw \| Wielka Brytania \| Ribble Weldtite Pro Cycling \| + 33" \| \| 5. \| Kristian Aasvold \| Norwegia \| Team Coop \| + 33" \| \| 6. \| Markus Hoelgaard \| Norwegia \| Uno-X Pro Cycling Team \| + 33" \| \| 7. \| Mattias Skjelmose \| Dania \| Trek-Segafredo \| + 33" \| \| 8. \| Lucas Eriksson \| Szwecja \| Riwal Cycling Team \| + 33" \| \| 9. \| Torstein Træen \| Norwegia \| Uno-X Pro Cycling Team \| + 35" \| \| 10. \| Sven Erik Bystrøm \| Norwegia \| UAE Team Emirates \| + 41" \| |                   |                 |                             |            |
| |                   |                 |                             |            |
| Źródło: ProCyclingStats |                   |                 |                             |            |
| Klasyfikacja generalna |                   |                 |                             |            |
| Kolarz | Kolarz            | Państwo         | Drużyna                     | Czas       |
| 1. | Ethan Hayter      | Wielka Brytania | Ineos Grenadiers            | 8h 00' 42" |
| 2. | Ide Schelling     | Holandia        | Bora-Hansgrohe              | + 15"      |
| 3. | Mike Teunissen    | Holandia        | Jumbo-Visma                 | + 29"      |
| 4. | James Shaw        | Wielka Brytania | Ribble Weldtite Pro Cycling | + 33"      |
| 5. | Kristian Aasvold  | Norwegia        | Team Coop                   | + 33"      |
| 6. | Markus Hoelgaard  | Norwegia        | Uno-X Pro Cycling Team      | + 33"      |
| 7. | Mattias Skjelmose | Dania           | Trek-Segafredo              | + 33"      |
| 8. | Lucas Eriksson    | Szwecja         | Riwal Cycling Team          | + 33"      |
| 9. | Torstein Træen    | Norwegia        | Uno-X Pro Cycling Team      | + 35"      |
| 10. | Sven Erik Bystrøm | Norwegia        | UAE Team Emirates           | + 41"      |

### Etap 3
| Jørpeland - Jørpeland | górzysty | (147,14 km) |

| \| Klasyfikacja etapu \| Klasyfikacja etapu \| Klasyfikacja etapu \| Klasyfikacja etapu \| Klasyfikacja etapu \| \| Kolarz \| Kolarz \| Państwo \| Drużyna \| Czas \| \| ------------------ \| ------------------ \| ------------------ \| ------------------------ \| ------------------ \| \| 1. \| Mads Pedersen \| Dania \| Trek-Segafredo \| 3h 49' 02" \| \| 2. \| Alexander Kristoff \| Norwegia \| UAE Team Emirates \| + 0" \| \| 3. \| Mike Teunissen \| Holandia \| Jumbo-Visma \| + 0" \| \| 4. \| Markus Hoelgaard \| Norwegia \| Uno-X Pro Cycling Team \| + 0" \| \| 5. \| Ethan Hayter \| Wielka Brytania \| Ineos Grenadiers \| + 0" \| \| 6. \| Kristian Aasvold \| Norwegia \| Team Coop \| + 0" \| \| 7. \| Tosh Van der Sande \| Belgia \| Lotto-Soudal \| + 0" \| \| 8. \| Nils Politt \| Niemcy \| Bora-Hansgrohe \| + 0" \| \| 9. \| Cédric Beullens \| Belgia \| Sport Vlaanderen-Baloise \| + 0" \| \| 10. \| Ide Schelling \| Holandia \| Bora-Hansgrohe \| + 0" \| |                    |                 |                          |            |
| |                    |                 |                          |            |
| Źródło: ProCyclingStats |                    |                 |                          |            |
| Klasyfikacja etapu |                    |                 |                          |            |
| Kolarz | Kolarz             | Państwo         | Drużyna                  | Czas       |
| 1. | Mads Pedersen      | Dania           | Trek-Segafredo           | 3h 49' 02" |
| 2. | Alexander Kristoff | Norwegia        | UAE Team Emirates        | + 0"       |
| 3. | Mike Teunissen     | Holandia        | Jumbo-Visma              | + 0"       |
| 4. | Markus Hoelgaard   | Norwegia        | Uno-X Pro Cycling Team   | + 0"       |
| 5. | Ethan Hayter       | Wielka Brytania | Ineos Grenadiers         | + 0"       |
| 6. | Kristian Aasvold   | Norwegia        | Team Coop                | + 0"       |
| 7. | Tosh Van der Sande | Belgia          | Lotto-Soudal             | + 0"       |
| 8. | Nils Politt        | Niemcy          | Bora-Hansgrohe           | + 0"       |
| 9. | Cédric Beullens    | Belgia          | Sport Vlaanderen-Baloise | + 0"       |
| 10. | Ide Schelling      | Holandia        | Bora-Hansgrohe           | + 0"       |

| \| Klasyfikacja generalna \| Klasyfikacja generalna \| Klasyfikacja generalna \| Klasyfikacja generalna \| Klasyfikacja generalna \| \| Kolarz \| Kolarz \| Państwo \| Drużyna \| Czas \| \| ---------------------- \| ---------------------- \| ---------------------- \| --------------------------- \| ---------------------- \| \| 1. \| Ethan Hayter \| Wielka Brytania \| Ineos Grenadiers \| 11h 49' 44" \| \| 2. \| Ide Schelling \| Holandia \| Bora-Hansgrohe \| + 15" \| \| 3. \| Mike Teunissen \| Holandia \| Jumbo-Visma \| + 25" \| \| 4. \| Kristian Aasvold \| Norwegia \| Team Coop \| + 33" \| \| 5. \| Markus Hoelgaard \| Norwegia \| Uno-X Pro Cycling Team \| + 33" \| \| 6. \| James Shaw \| Wielka Brytania \| Ribble Weldtite Pro Cycling \| + 33" \| \| 7. \| Lucas Eriksson \| Szwecja \| Riwal Cycling Team \| + 33" \| \| 8. \| Mattias Skjelmose \| Dania \| Trek-Segafredo \| + 33" \| \| 9. \| Torstein Træen \| Norwegia \| Uno-X Pro Cycling Team \| + 35" \| \| 10. \| Romain Combaud \| Francja \| Team DSM \| + 41" \| |                   |                 |                             |             |
| |                   |                 |                             |             |
| Źródło: ProCyclingStats |                   |                 |                             |             |
| Klasyfikacja generalna |                   |                 |                             |             |
| Kolarz | Kolarz            | Państwo         | Drużyna                     | Czas        |
| 1. | Ethan Hayter      | Wielka Brytania | Ineos Grenadiers            | 11h 49' 44" |
| 2. | Ide Schelling     | Holandia        | Bora-Hansgrohe              | + 15"       |
| 3. | Mike Teunissen    | Holandia        | Jumbo-Visma                 | + 25"       |
| 4. | Kristian Aasvold  | Norwegia        | Team Coop                   | + 33"       |
| 5. | Markus Hoelgaard  | Norwegia        | Uno-X Pro Cycling Team      | + 33"       |
| 6. | James Shaw        | Wielka Brytania | Ribble Weldtite Pro Cycling | + 33"       |
| 7. | Lucas Eriksson    | Szwecja         | Riwal Cycling Team          | + 33"       |
| 8. | Mattias Skjelmose | Dania           | Trek-Segafredo              | + 33"       |
| 9. | Torstein Træen    | Norwegia        | Uno-X Pro Cycling Team      | + 35"       |
| 10. | Romain Combaud    | Francja         | Team DSM                    | + 41"       |

### Etap 4
| Stavanger - Stavanger | płaski | (170,63 km) |

| \| Klasyfikacja etapu \| Klasyfikacja etapu \| Klasyfikacja etapu \| Klasyfikacja etapu \| Klasyfikacja etapu \| \| Kolarz \| Kolarz \| Państwo \| Drużyna \| Czas \| \| ------------------ \| --------------------- \| ------------------ \| ------------------------ \| ------------------ \| \| 1. \| Matthew Walls \| Wielka Brytania \| Bora-Hansgrohe \| 3h 25' 16" \| \| 2. \| Mads Pedersen \| Dania \| Trek-Segafredo \| + 0" \| \| 3. \| Daniel Hoelgaard \| Norwegia \| Uno-X Pro Cycling Team \| + 0" \| \| 4. \| Mike Teunissen \| Holandia \| Jumbo-Visma \| + 0" \| \| 5. \| Tosh Van der Sande \| Belgia \| Lotto-Soudal \| + 0" \| \| 6. \| Alexander Kristoff \| Norwegia \| UAE Team Emirates \| + 0" \| \| 7. \| Nils Lau Nyborg Broge \| Dania \| BHS-PL Beton Bornholm \| + 0" \| \| 8. \| Markus Hoelgaard \| Norwegia \| Uno-X Pro Cycling Team \| + 0" \| \| 9. \| Nick van der Lijke \| Holandia \| Riwal Cycling Team \| + 0" \| \| 10. \| Cédric Beullens \| Belgia \| Sport Vlaanderen-Baloise \| + 0" \| |                       |                 |                          |            |
| |                       |                 |                          |            |
| Źródło: ProCyclingStats |                       |                 |                          |            |
| Klasyfikacja etapu |                       |                 |                          |            |
| Kolarz | Kolarz                | Państwo         | Drużyna                  | Czas       |
| 1. | Matthew Walls         | Wielka Brytania | Bora-Hansgrohe           | 3h 25' 16" |
| 2. | Mads Pedersen         | Dania           | Trek-Segafredo           | + 0"       |
| 3. | Daniel Hoelgaard      | Norwegia        | Uno-X Pro Cycling Team   | + 0"       |
| 4. | Mike Teunissen        | Holandia        | Jumbo-Visma              | + 0"       |
| 5. | Tosh Van der Sande    | Belgia          | Lotto-Soudal             | + 0"       |
| 6. | Alexander Kristoff    | Norwegia        | UAE Team Emirates        | + 0"       |
| 7. | Nils Lau Nyborg Broge | Dania           | BHS-PL Beton Bornholm    | + 0"       |
| 8. | Markus Hoelgaard      | Norwegia        | Uno-X Pro Cycling Team   | + 0"       |
| 9. | Nick van der Lijke    | Holandia        | Riwal Cycling Team       | + 0"       |
| 10. | Cédric Beullens       | Belgia          | Sport Vlaanderen-Baloise | + 0"       |

## Klasyfikacje

### Klasyfikacja generalna
| \| Klasyfikacja generalna \| Klasyfikacja generalna \| Klasyfikacja generalna \| Klasyfikacja generalna \| Klasyfikacja generalna \| \| Kolarz \| Kolarz \| Państwo \| Drużyna \| Czas \| \| ---------------------- \| ---------------------- \| ---------------------- \| --------------------------- \| ---------------------- \| \| 1. \| Ethan Hayter \| Wielka Brytania \| Ineos Grenadiers \| 15h 15' 00" \| \| 2. \| Ide Schelling \| Holandia \| Bora-Hansgrohe \| + 15" \| \| 3. \| Mike Teunissen \| Holandia \| Jumbo-Visma \| + 25" \| \| 4. \| Markus Hoelgaard \| Norwegia \| Uno-X Pro Cycling Team \| + 33" \| \| 5. \| James Shaw \| Wielka Brytania \| Ribble Weldtite Pro Cycling \| + 33" \| \| 6. \| Kristian Aasvold \| Norwegia \| Team Coop \| + 33" \| \| 7. \| Mattias Skjelmose \| Dania \| Trek-Segafredo \| + 33" \| \| 8. \| Lucas Eriksson \| Szwecja \| Riwal Cycling Team \| + 33" \| \| 9. \| Torstein Træen \| Norwegia \| Uno-X Pro Cycling Team \| + 35" \| \| 10. \| Sven Erik Bystrøm \| Norwegia \| UAE Team Emirates \| + 41" \| |                   |                 |                             |             |
| |                   |                 |                             |             |
| Źródło: ProCyclingStats |                   |                 |                             |             |
| Klasyfikacja generalna |                   |                 |                             |             |
| Kolarz | Kolarz            | Państwo         | Drużyna                     | Czas        |
| 1. | Ethan Hayter      | Wielka Brytania | Ineos Grenadiers            | 15h 15' 00" |
| 2. | Ide Schelling     | Holandia        | Bora-Hansgrohe              | + 15"       |
| 3. | Mike Teunissen    | Holandia        | Jumbo-Visma                 | + 25"       |
| 4. | Markus Hoelgaard  | Norwegia        | Uno-X Pro Cycling Team      | + 33"       |
| 5. | James Shaw        | Wielka Brytania | Ribble Weldtite Pro Cycling | + 33"       |
| 6. | Kristian Aasvold  | Norwegia        | Team Coop                   | + 33"       |
| 7. | Mattias Skjelmose | Dania           | Trek-Segafredo              | + 33"       |
| 8. | Lucas Eriksson    | Szwecja         | Riwal Cycling Team          | + 33"       |
| 9. | Torstein Træen    | Norwegia        | Uno-X Pro Cycling Team      | + 35"       |
| 10. | Sven Erik Bystrøm | Norwegia        | UAE Team Emirates           | + 41"       |

| Klasyfikacja punktowa | Klasyfikacja punktowa | Klasyfikacja punktowa | Klasyfikacja punktowa  | Klasyfikacja punktowa |
| Kolarz                | Kolarz                | Państwo               | Drużyna                | Punkty                |
| --------------------- | --------------------- | --------------------- | ---------------------- | --------------------- |
| 1.                    | Mike Teunissen        | Holandia              | Jumbo-Visma            | 47 pkt                |
| 2.                    | Ethan Hayter          | Wielka Brytania       | Ineos Grenadiers       | 41 pkt                |
| 3.                    | Markus Hoelgaard      | Norwegia              | Uno-X Pro Cycling Team | 35 pkt                |
| 4.                    | Tosh Van der Sande    | Belgia                | Lotto-Soudal           | 34 pkt                |
| 5.                    | Ide Schelling         | Holandia              | Bora-Hansgrohe         | 32 pkt                |

| Klasyfikacja punktowa | Klasyfikacja punktowa | Klasyfikacja punktowa | Klasyfikacja punktowa  | Klasyfikacja punktowa |
| Kolarz                | Kolarz                | Państwo               | Drużyna                | Punkty                |
| --------------------- | --------------------- | --------------------- | ---------------------- | --------------------- |
| 1.                    | Mike Teunissen        | Holandia              | Jumbo-Visma            | 47 pkt                |
| 2.                    | Ethan Hayter          | Wielka Brytania       | Ineos Grenadiers       | 41 pkt                |
| 3.                    | Markus Hoelgaard      | Norwegia              | Uno-X Pro Cycling Team | 35 pkt                |
| 4.                    | Tosh Van der Sande    | Belgia                | Lotto-Soudal           | 34 pkt                |
| 5.                    | Ide Schelling         | Holandia              | Bora-Hansgrohe         | 32 pkt                |

| Klasyfikacja górska | Klasyfikacja górska     | Klasyfikacja górska | Klasyfikacja górska    | Klasyfikacja górska |
| Kolarz              | Kolarz                  | Państwo             | Drużyna                | Punkty              |
| ------------------- | ----------------------- | ------------------- | ---------------------- | ------------------- |
| 1.                  | Anthon Charmig          | Dania               | Uno-X Pro Cycling Team | 22 pkt              |
| 2.                  | Olav Hjemsæter          | Norwegia            | Team Coop              | 14 pkt              |
| 3.                  | Nils Lau Nyborg Broge   | Dania               | BHS-PL Beton Bornholm  | 12 pkt              |
| 4.                  | Mads Rahbek             | Dania               | BHS-PL Beton Bornholm  | 9 pkt               |
| 5.                  | Emil Schandorff Iwersen | Dania               | BHS-PL Beton Bornholm  | 8 pkt               |

| Klasyfikacja górska | Klasyfikacja górska     | Klasyfikacja górska | Klasyfikacja górska    | Klasyfikacja górska |
| Kolarz              | Kolarz                  | Państwo             | Drużyna                | Punkty              |
| ------------------- | ----------------------- | ------------------- | ---------------------- | ------------------- |
| 1.                  | Anthon Charmig          | Dania               | Uno-X Pro Cycling Team | 22 pkt              |
| 2.                  | Olav Hjemsæter          | Norwegia            | Team Coop              | 14 pkt              |
| 3.                  | Nils Lau Nyborg Broge   | Dania               | BHS-PL Beton Bornholm  | 12 pkt              |
| 4.                  | Mads Rahbek             | Dania               | BHS-PL Beton Bornholm  | 9 pkt               |
| 5.                  | Emil Schandorff Iwersen | Dania               | BHS-PL Beton Bornholm  | 8 pkt               |

| Klasyfikacja młodzieżowa | Klasyfikacja młodzieżowa | Klasyfikacja młodzieżowa | Klasyfikacja młodzieżowa | Klasyfikacja młodzieżowa |
| Kolarz                   | Kolarz                   | Państwo                  | Drużyna                  | Czas                     |
| ------------------------ | ------------------------ | ------------------------ | ------------------------ | ------------------------ |
| 1.                       | Mattias Skjelmose        | Dania                    | Trek-Segafredo           | 15h 15' 33"              |
| 2.                       | Mark Donovan             | Wielka Brytania          | Team DSM                 | + 20"                    |
| 3.                       | Josh Kench               | Nowa Zelandia            | Black Spoke Pro Cycling  | + 47"                    |
| 4.                       | Meindert Weulink         | Holandia                 | À Bloc CT                | + 49"                    |
| 5.                       | Andreas Leknessund       | Norwegia                 | Team DSM                 | + 1' 10"                 |

| Klasyfikacja młodzieżowa | Klasyfikacja młodzieżowa | Klasyfikacja młodzieżowa | Klasyfikacja młodzieżowa | Klasyfikacja młodzieżowa |
| Kolarz                   | Kolarz                   | Państwo                  | Drużyna                  | Czas                     |
| ------------------------ | ------------------------ | ------------------------ | ------------------------ | ------------------------ |
| 1.                       | Mattias Skjelmose        | Dania                    | Trek-Segafredo           | 15h 15' 33"              |
| 2.                       | Mark Donovan             | Wielka Brytania          | Team DSM                 | + 20"                    |
| 3.                       | Josh Kench               | Nowa Zelandia            | Black Spoke Pro Cycling  | + 47"                    |
| 4.                       | Meindert Weulink         | Holandia                 | À Bloc CT                | + 49"                    |
| 5.                       | Andreas Leknessund       | Norwegia                 | Team DSM                 | + 1' 10"                 |

| Klasyfikacja drużynowa | Klasyfikacja drużynowa   | Klasyfikacja drużynowa | Klasyfikacja drużynowa |
| Drużyna                | Drużyna                  | Państwo                | Czas                   |
| ---------------------- | ------------------------ | ---------------------- | ---------------------- |
| 1.                     | Uno-X Pro Cycling Team   | Norwegia               | 45h 46' 58"            |
| 2.                     | Riwal Cycling Team       | Dania                  | + 16"                  |
| 3.                     | Team DSM                 | Niemcy                 | + 39"                  |
| 4.                     | Ineos Grenadiers         | Wielka Brytania        | + 2' 29"               |
| 5.                     | Sport Vlaanderen-Baloise | Belgia                 | + 3' 28"               |

| Klasyfikacja drużynowa | Klasyfikacja drużynowa   | Klasyfikacja drużynowa | Klasyfikacja drużynowa |
| Drużyna                | Drużyna                  | Państwo                | Czas                   |
| ---------------------- | ------------------------ | ---------------------- | ---------------------- |
| 1.                     | Uno-X Pro Cycling Team   | Norwegia               | 45h 46' 58"            |
| 2.                     | Riwal Cycling Team       | Dania                  | + 16"                  |
| 3.                     | Team DSM                 | Niemcy                 | + 39"                  |
| 4.                     | Ineos Grenadiers         | Wielka Brytania        | + 2' 29"               |
| 5.                     | Sport Vlaanderen-Baloise | Belgia                 | + 3' 28"               |